# Kotimpo
Kotimpo est une localité rurale dans le Sud de la Côte d'Ivoire dans la région de l'Agnéby-Tiassa. Kotimpo est administrativement rattaché au département d'Agboville. 